# Мішкинське сільське поселення (Шарканський район)
Мі́шкинське сільське поселення (рос. Мишкинское сельское поселение) — муніципальне утворення у складі Шарканського району Удмуртії, Росія. Адміністративний центр — село Мішкино.

## Територія
Площа поселення становить 73,10 км², з них сільськогосподарські угіддя — 36,78 км², водойми займають 70 га.

## Населення
Населення — 1034 осіб (2015; 975 в 2012, 960 в 2010).

## Склад
До складу поселення входять такі населені пункти:
| Населений пункт       | Населення, осіб (2010) | Населення, осіб (2012) |
| --------------------- | ---------------------- | ---------------------- |
| Деде, починок         | 33                     | 29                     |
| Малий Казес, присілок | 155                    | 159                    |
| Малиновка, починок    | 12                     | 12                     |
| Мішкино, село         | 757                    | 772                    |
| Шег'янський, починок  | 3                      | 3                      |

## Господарство
На території поселення працюють 9 приватних підприємств, з них у сфері торгівлі — 3, лісове господарство.
Соціальна сфера представлена школою, початковою школою, 2 садочками, 2 фельдшерсько-акушерськими пунктами, 2 клубами, 2 бібліотеками.